# 47-я — 50-я улицы — Рокфеллер-центр (линия Шестой авеню, Ай-эн-ди)
|     |   |   |     |     |   |   |     |
| · э | · | · | · л | · э | · | · | · л |

|     |   |   |     |     |   |   |     |
| · э | · | · | · л | · э | · | · | · л |

«47-я — 50-я улицы — Рокфеллер-центр» (англ. 47th–50th Streets–Rockefeller Center) — станция Нью-Йоркского метрополитена, расположенная на линии Шестой авеню, Ай-эн-ди.  На станции останавливаются маршруты: B (в будни днём и вечером до 23:00), D (круглосуточно), F (круглосуточно), <F> (в часы пик в пиковом направлении) и M (в будни днём и вечером). Экспресс-пути используются маршрутами B (в будни днём и вечером до 23:00) и D (круглосуточно). Локальные пути используются маршрутами: F (круглосуточно), <F> (в часы пик в пиковом направлении) и M (в будни днём и вечером).
Станция имеет две островных платформы и четыре пути, как и многие экспресс-станции. Необычно то, что к западной платформе экспрессы прибывают по внешнему пути, а локальные — по внутреннему. Это сделано для того, чтобы избежать пересечения с линией Куинс-бульвара, которая идёт севернее и перпендикулярно линии Шестой авеню. К югу от станции пути южного направления «меняются местами» — экспресс-путь проходит над локальным, таким образом нормализуя стандартное движение по линии.
К северу от станции линия разветвляется на три. Экспресс-пути поворачивают на запад, проходя через станцию Седьмая авеню с пересадкой на линию Куинс-бульвара (маршруты B и D). Локальные пути поворачивают на восток, сливаясь с противоположным направлением линии Куинс-бульвара (маршрут M). Кроме того, в 1968 году было построено продолжение прямо на север, на которое можно попасть со всех путей (маршруты F и <F>).
Станция имеет 14 выходов в город, не считая выходов через Рокфеллер-центр. Имеются выходы к перекрёсткам 47-й, 48-й, 49-й и 50-й улиц c 6-й авеню. Станция расположена близко к поверхности земли, поэтому выход осуществляется через систему лестниц. Станция оборудована лифтами, что позволяет её использовать пассажирам-инвалидам. Станция отделана мозаикой.